# 若瀬川剛充
若瀬川 剛充（わかせがわ よしみつ、1962年7月28日 - 2011年10月8日）は、山形県酒田市出身で伊勢ヶ濱部屋に所属した大相撲力士。本名は佐藤 亙（さとう わたる）。得意手は右四つ、寄り。最高位は東前頭筆頭（1989年3月場所）。現役時代の体格は189cm、152kg、血液型はB型。

## 人物
酒田第三中学校を卒業後、上京して伊勢ヶ濱部屋に入門し、1978年3月場所で初土俵を踏んだ。以来、順調に番付を上げて行き、1980年9月場所では18歳の若さで十両に昇進した。この頃には、後の大関・北天佑と共に「北若時代」を築くことが期待されていた。当初は十両に定着できなかったが、2度目の再十両の場所であった1982年7月場所で11勝4敗の成績で十両優勝を果たすと2場所連続して勝ち越し、1983年1月場所で新入幕を果たした。
その後は怪我などもあって幕内と十両とを往復する生活が長く続いたが、1988年5月場所で4度目の入幕を果たすと、速攻の四つ相撲で東前頭筆頭まで番付を上げ三役昇進を期待された。しかし、腰痛や肩の故障もあり、三役昇進は果たせずに終わった。それでも地力があったためか、その後も長く幕内の地位を維持した。1992年5月場所中に胃腸炎を患ったが無理をして出場したため、本来の相撲がまったく取れず13日目を終えて3勝10敗となり、14日目から途中休場。翌7月場所では、約4年ぶりに十両に陥落した。同場所も2勝13敗と振るわず場所後の幕下陥落の可能性が高くなり、この場所を最後に現役を引退。年寄名跡を取得できなかったこともあって、引退と同時に日本相撲協会から去った。
廃業後は都内で相撲料理店、後に大阪市内でラーメン店を経営したが、大病を患い店を畳んだ。その後体調は回復し、福岡県内でビルの管理人を務めていたが、2011年10月8日に福岡市内で死去した。49歳没。

## エピソード
- 現役時代は、土俵上では非常に強面で常に顰っ面をしていたが、普段はとても温和な性格で好人物であった。引退後、若瀬川が協会に残ることができなかったため、旧伊勢ヶ濱部屋衰退・消滅に影響したという好角家も多い。
- 背中の毛が濃いことで有名であった。引退に際してやくみつるは、「断髪の代わりに背中の毛を剃る断髪式」という内容の4コマ漫画を相撲雑誌に描いている。
- 自己最高位（東前頭筆頭）だった1989年3月場所前、出稽古に来た当時三段目の曙に胸を貸した。しかし、強烈な頭からのぶちかましに仰向けに倒れ、腰を痛めて病院送りになった。結局この時の腰痛に現役時代は苦しめられ、この場所以降自己最高位を更新することはなかった。

## 主な成績・記録
- 通算成績：546勝519敗41休 勝率.513
- 幕内成績：216勝267敗12休 勝率.447
- 現役在位：86場所
- 幕内在位：33場所
- 金星：1個（大乃国から。1988年11月場所）
- 各段優勝
  - 十両優勝：3回（1982年7月場所、1985年11月場所、1988年3月場所）
  - 幕下優勝：2回（1980年7月場所、1982年5月場所）

### 場所別成績
| | 一月場所 初場所（東京） | 三月場所 春場所（大阪） | 五月場所 夏場所（東京） | 七月場所 名古屋場所（愛知） | 九月場所 秋場所（東京） | 十一月場所 九州場所（福岡） |
| --- | ----------------------- | ----------------------- | ----------------------- | --------------------------- | ----------------------- | --------------------------- |
| 1978年 （昭和53年） | x                       | （前相撲）              | 西序ノ口6枚目 6–1       | 東序二段45枚目 5–2          | 西序二段5枚目 4–3       | 東三段目71枚目 4–3          |
| 1979年 （昭和54年） | 東三段目60枚目 5–2      | 東三段目30枚目 4–3      | 東三段目18枚目 5–2      | 東幕下55枚目 3–4            | 西三段目5枚目 4–3       | 東幕下56枚目 4–3            |
| 1980年 （昭和55年） | 西幕下46枚目 4–3        | 東幕下34枚目 4–3        | 西幕下25枚目 6–1        | 西幕下8枚目 優勝 7–0        | 西十両12枚目 5–10       | 東幕下9枚目 6–1             |
| 1981年 （昭和56年） | 東幕下3枚目 休場 0–0–7  | 東幕下28枚目 休場 0–0–7 | 東幕下59枚目 6–1        | 西幕下29枚目 6–1            | 東幕下10枚目 3–4        | 東幕下18枚目 6–1            |
| 1982年 （昭和57年） | 東幕下3枚目 5–2         | 西十両11枚目 7–8        | 西幕下筆頭 優勝 6–1     | 東十両7枚目 優勝 11–4       | 西十両筆頭 8–7          | 東十両筆頭 9–6              |
| 1983年 （昭和58年） | 西前頭11枚目 9–6        | 西前頭4枚目 4–11        | 東前頭11枚目 10–5       | 西前頭筆頭 5–10             | 東前頭7枚目 5–10        | 西前頭13枚目 4–7–4          |
| 1984年 （昭和59年） | 西十両6枚目 休場 0–0–15 | 西十両6枚目 6–9         | 東十両10枚目 8–7        | 西十両7枚目 9–6             | 東十両4枚目 10–5        | 東前頭14枚目 6–9            |
| 1985年 （昭和60年） | 東十両6枚目 7–8         | 西十両6枚目 10–5        | 西十両筆頭 4–11         | 西十両8枚目 9–6             | 西十両5枚目 5–10        | 東十両11枚目 優勝 10–5      |
| 1986年 （昭和61年） | 西十両5枚目 7–8         | 東十両6枚目 8–7         | 西十両3枚目 8–7         | 東十両2枚目 6–9             | 東十両5枚目 9–6         | 西十両2枚目 6–9             |
| 1987年 （昭和62年） | 西十両5枚目 9–6         | 東十両筆頭 7–8          | 西十両3枚目 10–5        | 東前頭13枚目 5–10           | 西十両3枚目 8–7         | 西十両2枚目 8–7             |
| 1988年 （昭和63年） | 東十両2枚目 8–7         | 西十両筆頭 優勝 13–2    | 西前頭10枚目 9–6        | 東前頭3枚目 6–9             | 東前頭8枚目 8–7         | 西前頭3枚目 5–10 ★          |
| 1989年 （平成元年） | 西前頭7枚目 10–5        | 東前頭筆頭 1–7–7        | 東前頭12枚目 8–7        | 西前頭9枚目 8–7             | 西前頭6枚目 6–9         | 西前頭10枚目 8–7            |
| 1990年 （平成2年） | 西前頭4枚目 5–10        | 東前頭12枚目 9–6        | 西前頭4枚目 5–10        | 西前頭11枚目 9–6            | 西前頭6枚目 6–9         | 西前頭10枚目 8–7            |
| 1991年 （平成3年） | 西前頭6枚目 8–7         | 東前頭2枚目 5–10        | 西前頭8枚目 8–7         | 東前頭4枚目 6–9             | 東前頭8枚目 8–7         | 東前頭5枚目 6–9             |
| 1992年 （平成4年） | 東前頭9枚目 6–9         | 東前頭13枚目 7–8        | 西前頭14枚目 3–11–1     | 東十両7枚目 引退 2–13–0     | x                       | x                           |
| 各欄の数字は、「勝ち-負け-休場」を示す。 優勝 引退 休場 十両 幕下 三賞：敢=敢闘賞、殊=殊勲賞、技=技能賞 その他：★=金星 番付階級：幕内 - 十両 - 幕下 - 三段目 - 序二段 - 序ノ口 幕内序列：横綱 - 大関 - 関脇 - 小結 - 前頭（「#数字」は各位内の序列） |                         |                         |                         |                             |                         |                             |

## 幕内対戦成績
| 力士名   | 勝数 | 負数 | 力士名   | 勝数 | 負数 | 力士名     | 勝数 | 負数 | 力士名       | 勝数 | 負数 |
| -------- | ---- | ---- | -------- | ---- | ---- | ---------- | ---- | ---- | ------------ | ---- | ---- |
| 青葉城   | 1    | 2    | 安芸ノ島 | 1    | 4    | 曙         | 0    | 1    | 朝潮         | 0    | 4    |
| 旭里     | 1    | 0    | 旭富士   | 0    | 3    | 天ノ山     | 2    | 0    | 板井         | 4    | 6    |
| 恵那櫻   | 7    | 4    | 大潮     | 1    | 3(1) | 巨砲       | 6    | 9    | 大錦         | 1    | 0    |
| 大乃国   | 3    | 2    | 大豊     | 0    | 1    | 小城ノ花   | 2    | 3    | 魁輝         | 2    | 0    |
| 春日富士 | 1    | 9    | 北勝鬨   | 6    | 3    | 騏ノ嵐     | 1    | 2    | 旭豪山       | 2    | 0    |
| 旭道山   | 6    | 7    | 鬼雷砲   | 1    | 0    | 霧島       | 3    | 5    | 起利錦       | 6    | 1    |
| 麒麟児   | 1    | 0    | 久島海   | 5    | 4    | 蔵間       | 1    | 1    | 高望山       | 5    | 7    |
| 琴稲妻   | 7    | 3    | 琴ヶ梅   | 5    | 8    | 琴風       | 0    | 2    | 琴椿         | 3    | 4    |
| 琴錦     | 4    | 3    | 琴の若   | 2    | 3    | 琴富士     | 4    | 4    | 小錦         | 2    | 2    |
| 駒不動   | 1    | 0    | 逆鉾     | 0    | 8    | 佐田の海   | 1    | 2    | 薩洲洋       | 4    | 5    |
| 嗣子鵬   | 1    | 3    | 陣岳     | 10   | 7    | 太寿山     | 4    | 6    | 大翔鳳       | 1    | 1    |
| 大翔山   | 1    | 3    | 大善     | 1    | 2    | 大徹       | 2    | 2    | 貴闘力       | 1    | 3    |
| 隆の里   | 0    | 2    | 貴ノ浪   | 0    | 1    | 貴花田     | 1    | 2    | 孝乃富士     | 5    | 4    |
| 隆三杉   | 10   | 5    | 高見山   | 2    | 2    | 多賀竜     | 3    | 6    | 立洸         | 0    | 2    |
| 玉海力   | 0    | 1    | 玉龍     | 2    | 5    | 千代の富士 | 0    | 5    | 常の山       | 1    | 2    |
| 寺尾     | 4    | 7    | 出羽の花 | 0    | 2    | 闘竜       | 2    | 2    | 栃赤城       | 1    | 0    |
| 栃司     | 4    | 4    | 栃剣     | 0    | 2    | 栃乃和歌   | 2    | 4    | 栃光         | 2    | 3    |
| 巴富士   | 3    | 2    | 豊ノ海   | 9    | 2    | 南海龍     | 2(1) | 0    | 花乃湖       | 0    | 1    |
| 花ノ国   | 5    | 4    | 飛騨乃花 | 1    | 3    | 富士櫻     | 3    | 0    | 富士乃真     | 0    | 2    |
| 鳳凰     | 1    | 0    | 北天佑   | 1    | 4    | 北勝海     | 0    | 4    | 舞の海       | 2    | 0    |
| 前乃臻   | 0    | 1    | 舛田山   | 2    | 3    | 益荒雄     | 2    | 0    | 三杉磯(東洋) | 2    | 1    |
| 三杉里   | 5    | 7    | 水戸泉   | 4    | 2    | 武蔵丸     | 0    | 1    | 龍興山       | 0    | 1    |
| 両国     | 1    | 8    | 若島津   | 0    | 1    | 若翔洋     | 1    | 1    | 若花田       | 1    | 2    |
| 鷲羽山   | 1    | 0    |          |      |      |            |      |      |              |      |      |

## 改名歴
- 若瀬川 亙（わかせがわ わたる）1978年5月場所 - 1982年11月場所
- 若瀬川 泰二（ - たいじ）1983年1月場所 - 1987年5月場所
- 若瀬川 剛充（ - よしみつ）1987年7月場所 - 1992年7月場所